# Harsányi Frigyes
Harsányi Frigyes (Budapest, 1941. április 25. – ) Jászai Mari-díjas magyar színész, színházmenedzser.

## Életútja
1963-ban diplomázott a Színházművészeti Főiskolán, majd a debreceni Csokonai Színházhoz szerződött. 1966-ban a szolnoki Szigligeti Színháznál játszott, 1967-ben a Fővárosi Operettszínházhoz került. Eleinte prózai szerepekben tűnt fel, azonban muzikalitása és mozgáskészsége révén főszerepeket kapott musicalekben és operettekben. Külföldön is többször fellépett, 1977-től alkalmanként, majd 1988-tól rendszeresen játszott német nyelvterületen. 1983-ban súlyos közúti balesetet szenvedett, így egy évig nem szerepelt. 1990-ben Jászai Mari-díjat kapott.

## Fontosabb színházi szerepei
- Shakespeare: Hamlet .... Fortinbras
- Fényes Szabolcs–Békeffi István: A kutya, akit Bozzi úrnak hívtak .... Vagány
- Charden–Bontempelli: Mayflower .... Spencer
- Kander–Ebb: Chicago .... Billy Flynn
- Kálmán Imre: A csárdáskirálynő .... Kerekes Ferkó
- Lehár Ferenc: A víg özvegy .... Daniló
- Ábrahám Pál: Viktória .... Cunlight; Koltay

## Filmszerepei és televíziós munkái
- Megszállottak (1962)
- Közbejött apróság (1966)
- Férfiak mesélik... (tévéjáték, 1972)
- Csokonai Vitéz Mihály: Dorottya (tévéjáték, 1973)
- Rohan az idő (szórakoztató műsor, 1975)
- Az orchideák bolygója (sci-fi tévéjáték, 1976)
- Mesék az Ezeregyéjszakáról (1976)
- Feltételes vallomás (tévéjáték, 1978)

## Díjai
- Jászai Mari-díj (1990)
- A Magyar Érdemrend tisztikeresztje (2017)